# أليكساندر فروتوس
أليكساندر فروتوس (بالفرنسية: Alexandre Frutos)‏ هو لاعب كرة قدم فرنسي، ولد في 23 أبريل 1982 في فيتري لو فرنسوا في فرنسا. لعب مع برايتون أند هوف ألبيون ونادي تورناي ونادي شاتورو ونادي ميتز.

## وصلات خارجية
- أليكساندر فروتوس على موقع قاعدة بيانات كرة القدم.إي يو (الإنجليزية)